# Turzovka
Turzovka (polonais : Turzówka ,hongrois : Turzófalva) est une ville de Slovaquie, située dans la région de Žilina.

## Histoire
La première mention écrite de la ville date de 1598.
Depuis 1968, la municipalité a le statut de ville.

## Démographie

### Évolution de la population
| Année:               | 1994. | 2004.   | 2014.   | 2024.    |
| -------------------- | ----- | ------- | ------- | -------- |
| Nombre de personnes: | 7611  | 7792    | 7660    | 6853     |
| Différence:          |       | +2,37 % | -1,69 % | -10,53 % |

| Année:               | 2023. | 2024.   |
| -------------------- | ----- | ------- |
| Nombre de personnes: | 6936  | 6853    |
| Différence:          |       | -1,19 % |

## Quartiers
- Hlinené
- Predmier
- Turkov
- Turzovka - Centre
- Vyšný Koniec
- Závodie

## Personnalités liées à la ville
- Marta Nováková (née en 1954), femme politique tchèque.

## Jumelages
- Frýdlant nad Ostravicí (Tchéquie)
- Kenty (Pologne)